# René Helg
René Helg, né le 5 janvier 1917 au Petit-Saconnex et mort le 30 juin 1989 à Lausanne, est un homme politique suisse membre du Parti libéral.

## Biographie
Licencié en droit en 1939, il ouvre sa propre étude d'avocat en 1951. Devenu juge de paix, puis juge d'instruction et juge au tribunal de première instance, il finit président du tribunal de police. Il sera également juge militaire.
Il est élu conseiller d'État en 1957, sans avoir passé par le Grand Conseil genevois, et reste en poste durant huit ans. Par ailleurs, il préside de 1957 à 1986 la Compagnie genevoise des tramways électriques (devenue Transports publics genevois en 1976). 

## Sources
- « René Helg » dans le Dictionnaire historique de la Suisse en ligne.